# FIF Hillerød
FIF Hillerød är en idrottsförening i Hillerød i Danmark med sektioner för flera idrotter. Förkortningen FIF står för "Frederiksborg Idræts Forening".

## Fotboll
FIF Hillerøds fotbollssektion bildades 1902 och spelade säsongen 1928–1929 i Danmarks högsta liga, som då bestod av fem parallella serier om vardera fem lag. FIF:s representationslag spelar säsongen 2009–2010 i serie 3. Klubben är sedan 2009 officiell farmarklubb till elitlaget FC Nordsjælland.

## Friidrott
FIF Hillerød Atletik, formellt Frederiksborg Idræts Forening's Atletikafdelning Atletik og Motion, är klubbens friidrottssektion. Hemmaarena är Selskov stadion som är certifierad av IAAF.

### Framstående friidrottare
Bland FIF Hillerøds medlemmar finns det några som har nått hög nationell elitnivå:
- Morten Jensen, danska rekord och flerfaldig dansk mästare i kortdistanslöpning och längdhopp under 2000-talet. Jensen bytte klubb till IF Sparta 2005.
- Rikke Sørensen, dubbel dansk mästare på både 100 meter och 400 meter häck i början av 2000-talet.

## Orientering
Orienteringssektionen bildades 1942 och är sedan 1991 värd för en internationell orienteringstävling, Spring Cup, som lockar både motionärer och elitlöpare från cirka 20 nationer.

### Framstående orienterare
FIF Hillerød har flera orienterare som är eller har varit rankade bland de 500 bästa i världen, till exempel: Rasmus Djurhuus, Rasmus Nielsen och Signe Klinting.

### Fotnoter
1. ↑  Lista över sluttabeller i dansk toppfotboll presenterad av The Rec.Sport.Soccer Statistics Foundation
2. ↑  FIF Hillerød tilslutter sig FSN som klub nr. 52[död länk], FC Nordsjællands webbplats